# Henry Nicoll
Henry Nicoll   (Kensington, 17 d'abril de 1908 - 4 de desembre de 1999) va ser un genet anglès que va competir durant les dècades de 1940 i 1950.
Estudià a la Reial Acadèmia Militar de Woolwich i a la Royal Artillery, per iniciar una llarga carrera militar de 22 anys en què arribà a ser tinent coronel.
El 1948 va prendre part en els Jocs Olímpics d'Estiu de Londres, on va disputar dues proves del programa d'hípica. En la prova del concurs de salts d'obstacles per equips, formant equip amb Harry Llewellyn i Arthur Carr, guanyà la medalla de bronze, mentre en el concurs de salts individual fou setè. En ambdues proves muntà el cavall Kilgeddin.